# Diocesi di Pafo
La diocesi di Pafo (in latino: Dioecesis Paphiensis) è una sede soppressa e sede titolare della Chiesa cattolica.

## Storia
Pafo è un'antica sede episcopale della Chiesa autocefala di Cipro, tuttora esistente, suffraganea dell'arcidiocesi di Salamina. La città fu visitata dall'apostolo Paolo di Tarso e dal suo discepolo Tito. Primo vescovo sarebbe stato Epafra, menzionato nella lettera ai Colossesi (1,7), succeduto da Tito, ordinato diacono da san Paolo e morto martire. Non sono molti i vescovi greci documentati nel primo millennio: Cirillo, presente al concilio di Nicea del 325; Giulio, che intervenne al concilio di Costantinopoli del 381; Teodoro, autore della biografia di Spiridone, vescovo di Tremitonte; e Sapricio, che partecipò al concilio di Efeso nel 431.
Quando l'isola fu conquistata dagli eserciti crociati alla fine del XII secolo, fu istituita la gerarchia di rito latino con il beneplacito di papa Celestino III. Pafo divenne così una sede vescovile di rito latino, suffraganea dell'arcidiocesi di Nicosia; il precedente vescovo greco della città ed i suoi successori furono relegati a subalterni di quelli latini e confinati nella città di Arsinoe.
Durante l'epoca dello scisma d'Occidente, la chiesa latina di Cipro si schierò per il papato avignonese.
La presenza occidentale sull'isola terminò con la caduta di Famagosta nel 1571 in mano all'esercito ottomano. Chi non riuscì a fuggire, fu massacrato dai turchi, che rasero al suolo anche la maggior parte dei luoghi di culto di rito latino, oppure li trasformarono in moschee. L'ultimo vescovo di Pafo fu il veneziano Francesco Contarini, che prese parte al concilio di Trento, e fu ucciso dai turchi nel 1570 con la caduta di Nicosia durante le prime fasi di occupazione dell'isola di Cipro. Dell'antica cattedrale latina, distrutta da terremoti, non restano che resti archeologici.
Nei primi decenni del XVII secolo la presenza latina sull'isola cipriota si limitava al convento dei francescani a Larnaca e ad una cappella a Nicosia, che davano ospitalità ai pellegrini che venivano dall'Occidente e svolgevano funzioni religiose per i mercanti ed i marinai di passaggio. Ridotta era pure la comunità dei maroniti cattolici.
Tuttavia Propaganda Fide, per rafforzare la presenza cattolica latina e la sua azione missionaria, pensò di istituire una nuova dioecesis Paphiensis, i cui vescovi tuttavia sembra risiedettero a Nicosia, in quello che un secolo prima era stato l'ospizio francescano a fianco della cattedrale. Questa sede tuttavia ebbe vita breve, a causa dell'esiguo numero di fedeli, per cui a Roma si giunse alla conclusione  « che quella dignità (episcopale) è del tutto inutile in quell'isola ». Alla morte del francescano Leonardo Paoli, Pafo divenne definitivamente una sede vescovile titolare; la sede è vacante dal 14 agosto 1973.
La città di Pafo è oggi sede di una delle quattro parrocchie cipriote, dipendenti dal patriarcato latino di Gerusalemme, dedicata a San Paolo Pillar.

## Cronotassi dei vescovi

### Vescovi greci
- Cirillo † (menzionato nel 325)
- Giulio † (menzionato nel 381)
- Teodoro † (IV secolo)
- Sapricio † (menzionato nel 431)

### Vescovi latini
- B. † (menzionato il 3 gennaio 1197)
- Martin † (prima di ottobre 1220 - dopo il 14 settembre 1222)
- Jean † (prima del 19 luglio 1231 - 30 dicembre 1237 deceduto)
- Henry † (prima del 9 ottobre 1238 - 2 marzo 1239 nominato arcivescovo di Nazareth)
- Jean de Romanis † (22 febbraio 1245 - 26 marzo 1253 dimesso)
- Emanuel Fraiapani † (30 maggio 1254 - ?)
- Paul † (prima del 7 maggio 1256 - 23 maggio 1268 deceduto)
- Pierre de Charpigny † (prima del 9 novembre 1269 - 1286/1287 deceduto)
- Robert, O.F.M. † (22 aprile 1289 - 1292 deceduto)
- Nicola Ungaro † (prima del 10 settembre 1292 - 28 settembre 1299 nominato vescovo di Ancona)
- Pierre de Monteolivo † (4 aprile 1302 - 8 giugno 1310 deceduto)
- Giacomo Moro † (prima del 4 luglio 1312 - 21 dicembre 1320 deceduto)
- Aymeri de Nabinal, O.F.M. † (18 luglio 1322 - 24 febbraio 1327 deceduto)
- Gérard de Vitrinis (Veyrines) † (1327 - circa 1334 deceduto)
  - Filippo Alemanno † (menzionato il 3 gennaio 1336) (vescovo eletto)
- Oddo de Cancaliis † (2 giugno 1337 - ? deceduto)
- Hélie de Chambarihac † (21 aprile 1357 - ? deceduto)
- Raymond Robert † (12 ottobre 1377 - ? deceduto)
  - Pino Ordelaffi † (prima del 1386 - 9 marzo 1394 nominato vescovo di Cervia)[4]
- Simon † (menzionato il 15 giugno 1396)
  - Geoffroy † (vescovo eletto)
- Bertrand de Cadoënt, O.S.B. † (26 ottobre 1408 - 15 febbraio 1413 nominato vescovo di Saint-Flour)
  - Jean Petit, O.E.S.A. † (23 novembre 1413 - ? deceduto) (amministratore apostolico)
- Angelo di Norcia, O.F.M. † (5 maggio 1428 - ? deceduto)
- Lancelot de Lusignan † (2 maggio 1438 - 20 marzo 1444 deposto)
  - Andrea, O.P. † (20 marzo 1444 - ? dimesso) (commendatario)
  - Gelasio di Montolivo † (2 luglio 1445 - ? deceduto) (in commenda)
  - Giacomo di Coimbra † (18 giugno 1457 - 27 agosto 1459 deceduto) (amministratore apostolico)
- Michele † (14 dicembre 1459 - 1471 deceduto)
- Guglielmo Gometi, O.E.S.A. † (13 maggio 1471 - settembre 1473 deceduto)
- Antonio Massonio, O.F.M. † (26 novembre 1473 - 1488 deceduto)
- Pietro Landi † (9 marzo 1489 - 1493 deceduto)
  - Domenico Grimani † (16 dicembre 1493 - 3 luglio 1495 nominato amministratore apostolico di Nicosia) (amministratore apostolico)
- Jacopo Pesaro † (3 luglio 1495 - ? deceduto)[5]
- Giovanni Maria Pisauro (o de Cadapesario)[6] † (3 luglio 1495 - 1541 deceduto)
- Pietro Contarini † (9 agosto 1557 - 1562 dimesso)
- Francesco Contarini † (16 dicembre 1562 - 1570 deceduto)
  - Sede soppressa
- Pietro di Vespa, O.Carm. † (16 luglio 1629 - circa 1653 deceduto)
- Giovanni Battista di Todi, O.F.M. † (19 luglio 1660 - 31 luglio 1666 deceduto)
- Arsenio Sassi di Menaggio, O.F.M. † (14 novembre 1667 - 1670 deceduto)
- Leonardo Paoli di Camaiore, O.F.M. † (27 maggio 1675 - 6 luglio 1684 deceduto)

### Vescovi titolari
- Alvise Corner † (30 gennaio 1589 - 4 ottobre 1590 succeduto vescovo di Padova)
- Luca Antonio Gigli † (17 novembre 1597 - dicembre 1597 succeduto vescovo di Alatri)
- Tommaso Piolatto (Biolato), C.R.L. † (18 luglio 1605 - 1606 succeduto vescovo di Fossano)
- Giuseppe Delfino † (2 maggio 1616 - ? deceduto)
  - Sede territoriale ripristinata
- Michał Szembek † (13 settembre 1706 - prima del 19 giugno 1726 deceduto)
- Adam Dwerditsch † (17 luglio 1775 - 8 febbraio 1778 deceduto)
- Anton Ferdinand von Rothkirch und Panthen † (25 giugno 1781 - 21 aprile 1805 deceduto)
- Ferdinando Mattei † (23 dicembre 1805 - 18 settembre 1807 nominato vescovo di Malta)
- Hilarión Alcázar, O.P. † (5 settembre 1848 - 15 ottobre 1870 deceduto)
- Pasquale Guerini † (6 maggio 1879 - 23 novembre 1886 nominato arcivescovo di Scutari)
- Mathurin Picarda, C.S.Sp. † (19 luglio 1887 - 22 gennaio 1889 deceduto)
- Charles Marbach † (4 giugno 1891 - 17 ottobre 1916 deceduto)
- Georges-Marie de Labonninière de Beaumont, C.S.Sp. † (22 marzo 1917 - 26 dicembre 1919 succeduto vescovo di Saint-Denis-de-La Réunion)
- Anton Podlaha † (8 marzo 1920 - 14 febbraio 1932 deceduto)
  - Laurenz Matthias Vincenz † (30 marzo 1932 - 6 maggio 1932 succeduto vescovo di Coira) (vescovo eletto)[7]
- Joseph Fan Heng-nfan † (10 gennaio 1933 - 11 aprile 1946 nominato vescovo di Jining)
- Benjamin Ibberson Webster † (24 settembre 1946 - 21 aprile 1954 nominato vescovo di Peterborough)
- Jeremiah Francis Minihan † (21 maggio 1954 - 14 agosto 1973 deceduto)